# Ženski svetovni rekord v troskoku
Ženski svetovni rekord v troskoku. Prvi uradno priznani rekord je leta 1990 postavila Li Huirong z dolžino 14,54 m, aktualni rekord pa je 20. marca 2022 postavila Yulimar Rojas z dolžino 15,74 m. Mednarodna atletska zveza uradno priznava 7 rekordov.

## Razvoj rekorda
| Dol. (m) | Veter (m/s) | Atletinja           | Datum           | Prizorišče | Vir   |
| -------- | ----------- | ------------------- | --------------- | ---------- | ----- |
| 14,54    | 1,1         | Li Huirong (CHN)    | 25. avgust 1990 | Saporo     | [ 1 ] |
| 14,95    | -0.2        | Inesa Kravec (URS)  | 10. junij 1991  | Moskva     | [ 1 ] |
| 14,97    | 0,9         | Jolanda Čen (RUS)   | 18. junij 1993  | Moskva     | [ 1 ] |
| 15,09    | 0,5         | Ana Birjukova (RUS) | 21. avgust 1993 | Stuttgart  | [ 1 ] |
| 15,50    | 0,9         | Inesa Kravec (UKR)  | 10. avgust 1995 | Göteborg   | [ 1 ] |
| 15,67    | 0,7         | Yulimar Rojas (VEN) | 1. avgust 2021  | Tokio      | [ 2 ] |
| 15,74    | 0           | Yulimar Rojas (VEN) | 20. marec 2022  | Beograd    | [ 3 ] |